# Bombusmod
Bombusmod— це модифікована версія Bombus, месенджера для мобільних телефонів. Як і офіційна версія, він працює з протоколом Jabber/XMPP.

## Список відмінностей BombusMod
- Шаблони.
- Ping (xep −0199), client — client.
- Збереження і завантаження налаштувань на сервері.
- Транслітерація відправляється.
- Збереження фото з vcard.
- Можливість встановити статус «за замовчуванням» при підключенні.
- Розширено діапазон keepAlive (10 … 2096).
- Таймаут реконнекта збільшений з 5 до 30 секунд.
- Копіювання даних з "info" (jid, status, seen, idle, online, time, vcard).
- Seen, idle, online для всіх контактів.
- Повідомлення про перегляді version / idle / time в ростері у вигляді значка.
- Видалення і перейменування груп.
- Автостатус "Недоступний" після подвійного часу "відсутність".
- Графічне меню.
- Налаштування кольорів (колір схеми).
- Антиспам для приватів конференції.
- Елемент маркованого списку.